# Хесбан (Иран)
Хесбан (перс. خسبان‎) — село на севере Ирана, в остане Альборз. Входит в состав шахрестана Талекан. Является частью дехестана (сельского округа) Миан-Талекан бахша Меркези.

## География
Село находится в северо-западной части Альборза, в горной местности южного Эльбурса, на расстоянии приблизительно 37 километров к северо-северо-западу (NNW) от Кереджа, административного центра провинции. Абсолютная высота — 1897 метров над уровнем моря.

## Население
По данным переписи 2006 года население села составляло 1009человек (512 мужчин и 497 женщин). В Хесбане насчитывалось 292 семьи. Уровень грамотности населения составлял 90,29 %. Уровень грамотности среди мужчин составлял 92,58 %, среди женщин — 87,93 %.